# Temnoripais lasti
Temnoripais lasti är en fjärilsart som beskrevs av Rothschild 1894. Temnoripais lasti ingår i släktet Temnoripais och familjen svärmare. Inga underarter finns listade i Catalogue of Life.